# アレクサンダー・ファン・オラニエ＝ナッサウ (1851-1884)
アレクサンダー・ファン・オラニエ＝ナッサウ（Alexander van Oranje-Nassau, 1851年8月25日 - 1884年6月21日）は、オランダの王族。全名はウィレム・アレクサンダー・カレル・ヘンドリック・フレデリック（Willem Alexander Karel Hendrik Frederik）。ウィレム3世の三男。長兄ウィレムの死によってオラニエ公（王太子）となったが、父よりも先に没したため王位に即くことはなかった。

## 生涯
アレクサンダーは1851年8月25日、ウィレム3世とその妃であったヴュルテンベルク王ヴィルヘルム1世の王女ゾフィーの間に第三子としてハーグで生まれた。1871年から1874年までライデン大学で学び、以後はかつてヨハン・デ・ウィットが暮らしていたハーグのクネウテルディク宮殿に住んだ。
1879年に兄のオラニエ公ウィレムが没すると、王太子としてオラニエ公に叙された。
アレクサンダーは1884年6月21日に腸チフスのため死去した。彼は未婚であり、子供はいなかった。外国滞在中であったウィレム3世は7月15日に帰国し、アレクサンダーの遺体は7月17日にデルフトの新教会に葬られた。彼の死によって王家から男子が不在となったため、オランダ王位の推定相続人はウィレム3世と後妻エンマとの間に生まれた王女ウィルヘルミナとなった。
ロッテルダムにあるポルダーのPrins Alexanderpolderや、ロッテルダム北東部の地区Prins Alexanderはいずれもアレクサンダーの名前にちなんでいる。